# Kugyŏl

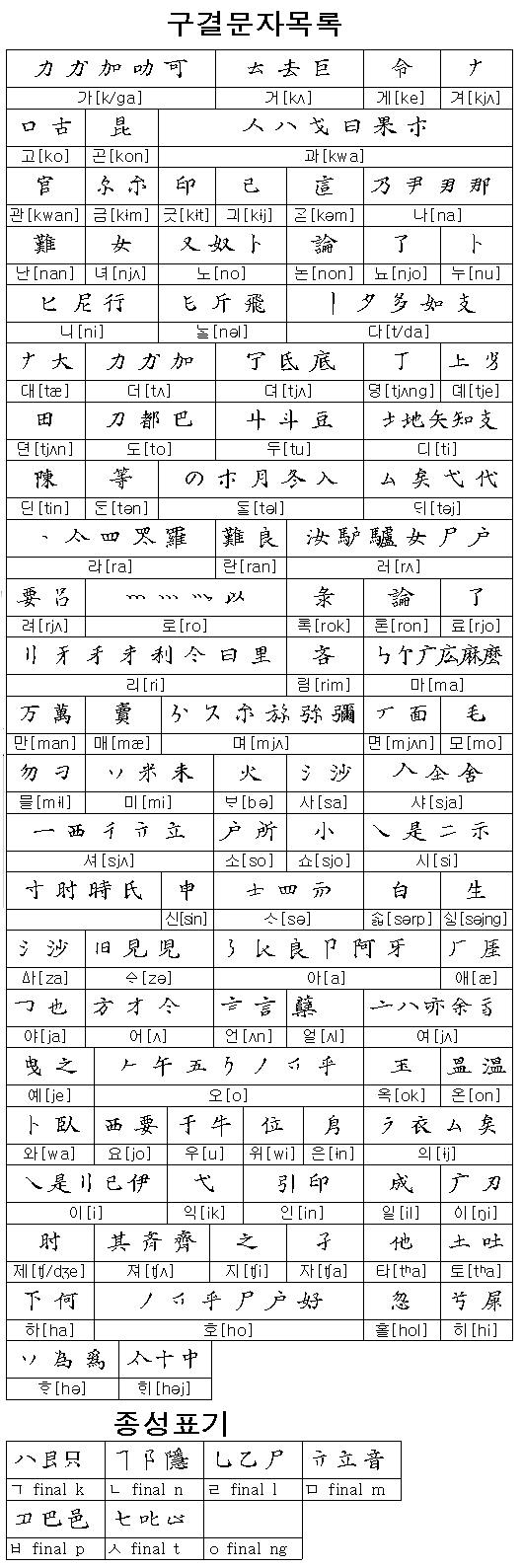
Tableau de kugyŏl.

Le kugyŏl, ou gugyeol (hangeul : 구결 ; hanja : 口訣 ; en moyen coréen : 입겿, ipkyŏt / ipgyeot) est un système pour rendre lisible en coréen des textes écrits en chinois classique. Il a principalement été utilisé durant la dynastie Joseon, quand la lecture des classiques chinois était d'une importance sociale primordiale. Ainsi, en kugyŏl, le texte originel en chinois classique n'est pas modifié, et des marqueurs additionnels sont simplement insérés entre les expressions. Le lecteur coréen n'a plus qu'à lire les éléments de la phrase chinoise dans un ordre similaire à l'ordre des mots en coréen (SOV) au lieu de l'ordre des mots en chinois (SVO). Un système similaire pour lire le chinois classique est encore utilisé de nos jours au Japon et est appelé kanbun.
Le terme kugyŏl peut se traduire par « séparation des expressions », et pourrait désigner la séparation des expressions chinoises les unes des autres. Ce nom pourrait provenir de l'utilisation des hanja pour représenter l'expression en moyen coréen ipgyeot (입겿) qui a un sens similaire. Le système kugyŏl est parfois aussi appelé to (토, 吐) ou hyeonto (현토, 懸吐), où to désigne les affixes morphologiques ; ou encore seogui (석의, 釋義) qui peut se traduire par « l'interprétation des classiques ».
Le kugyŏl a commencé à être utilisé au début de la dynastie Goryeo. Durant cette période, certains caractères hanja ont été utilisés en combinaison avec d'autres symboles spécifiques pour représenter des sons coréens ayant un sens similaire. Par exemple, la syllabe 잇 (is) était représentée par le hanja 有, parce que ce caractère avec le même sens que le mot coréen 있다 (avoir, exister). Cette technique fut remplacée à la fin de la période Goryeo par l'utilisation des hanja pour leur son. Cette version tardive du système kugyŏl a été formalisée par Jeong Mong-ju et Gwon Geun autour de l'an 1400 au début de la dynastie Joseon, à la demande du roi Taejong. À cette époque, un certain nombre de classiques confucéens, notamment le Classique des vers, ont été transcrits en kugyŏl.
Le terme kugyŏl désigne aussi l'usage du hangeul, introduit dans le Hunminjeongeum au XVe siècle, pour la lecture des classiques. Ainsi, le kugyŏl reste utilisé de façon occasionnelle en Corée du Sud, où ces techniques sont encore parfois utilisées pour rendre lisible les classiques confucéens.
Le kugyŏl se distingue des systèmes idu et hyangchal qui l'ont précédé. Le kugyŏl emploie des marqueurs spécialisés en compagnie d'un groupe de hanja pour représenter les marqueurs morphologiques coréens afin d'aider les lecteurs coréens à comprendre la grammaire des textes chinois. De plus, alors que les systèmes idu et hyangchal semble avoir été principalement utilisés pour retranscrire du coréen en hanja, le kugyŏl cherchait à retranscrire les textes chinois en coréen avec le minimum de déformation.